# BR-285
Pour les articles homonymes, voir Route 285.

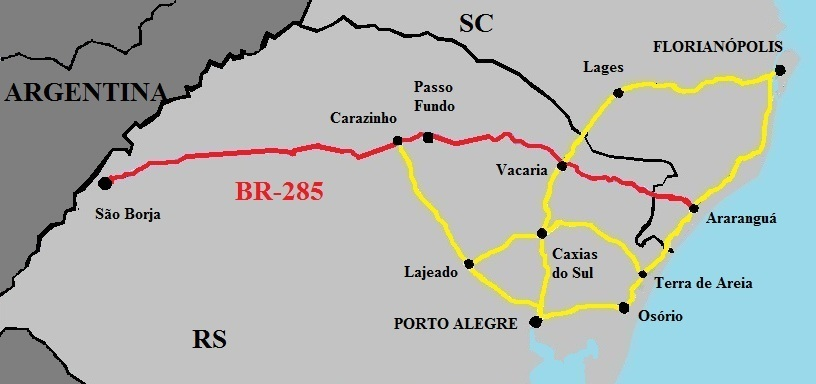
Tracé de la BR-285

La BR-285 est une route transversale qui commence à Araranguá, État de Santa Catarina, et s'achève à São Borja, Rio Grande do Sul. Elle est en relativement bon état jusqu'à Timbé do Sul (Santa Catarina), mais en terre jusqu'à la limite avec le Rio Grande do Sul. Elle redevient en bon état sur le territoire de ce dernier. Elle comporte deux tronçons sous concession de compagnies privées, entre Vacaria et Lagoa Vermelha - 66 km — et Passo Fundo et Panambi - 120 km. Entre Bom Jesus et Vacaria, elle porte le nom populaire de « Rodovia da Maçã » (Route de la Pomme).
Elle dessert :
- Ermo (Santa Catarina)
- Turvo
- Timbé do Sul
- São José dos Ausentes
- Bom Jesus (Rio Grande do Sul)
- Monte Alegre dos Campos
- Vacaria
- Muitos Capões
- Lagoa Vermelha
- Caseiros
- Ciríaco
- Água Santa
- Monte Castelhano
- Passo Fundo
- Santo Antônio do Planalto
- Carazinho
- Não-Me-Toque
- Colorado
- Saldanha Marinho
- Santa Bárbara do Sul
- Panambi
- Bozano
- Ijuí
- Coronel Barros
- Entre-Ijuís
- Vitória das Missões
- São Luiz Gonzaga
- Caibaté
- Bossoroca
- Santo Antônio das Missões

Elle est longue de 740,3 km.